# عمر (عفرين)
عمر  قرية سوريّة تتبع إداريّاً لمحافظة حلب منطقة عفرين ناحية راجو، بلغ تعداد سكانها 524 نسمة حسب التعداد السكاني لعام 2004.